# 卡诺瓦 (南达科他州)
卡诺瓦（英語：Canova），是美国南达科他州下属的一座城市。根据2010年美国人口普查，该市有人口104人。论人口在本州排行第233。